# Tim Smolders
Tim Smolders (* 26. August 1980 in Geel) ist ein belgischer Fußballtrainer und ehemaliger -spieler. Seine Spielerkarriere verbrachte der zentrale Mittelfeldspieler in Belgien und den Niederlanden. Mit dem FC Brügge wurde er belgischer Meister und sowohl mit dem FC Brügge als auch später mit dem KAA Gent mehrfach nationaler Pokalsieger. Seit dem Ende seiner Spielerkarriere ist er als Trainer tätig.

## Spielerkarriere
Seine Karriere begann Tim Smolders in seiner Kindheit beim lokalen FC Netezonen Eindhout, ehe er in den Nachwuchs des KVC Westerlo aufgenommen wurde. Später spielte er in der Jugend des KFC Verbroedering Geel. Als 18-Jähriger verpflichtete ihn 1999 der Erstligist FC Brügge, bei dem er daraufhin sein Profidebüt gab und mit der Mannschaft in der Saison 2002/03 die belgische Meisterschaft sowie den belgischen Supercup gewinnen konnte. Darüber hinaus wurde er mit dem Verein 2002 und 2004 nationaler Pokalsieger. Smolders selbst kam jedoch über den Status eines Ergänzungsspielers nie hinaus und verließ den Verein 2004.
Stattdessen schloss er sich dem niederländischen Ehrendivisionär RBC Roosendaal an, bei dem er sich als Stammspieler durchsetzen konnte. Nachdem in seiner ersten Saison dort noch der Klassenerhalt erreicht werden konnte, wobei Smolders mit sechs erzielten Toren der zweitbeste Torschütze seiner Mannschaft wurde, stieg der Verein 2006 in die zweite Liga ab. Smolders kehrte daraufhin nach Belgien zurück, wo ihn der Erstligist Sporting Charleroi unter Vertrag nahm. Nach zweieinhalb Jahren als Stammspieler wechselte er im Januar 2009 zum Ligakonkurrenten KAA Gent. Mit der Mannschaft gewann er 2010 erneut den belgischen Pokal.
Im Sommer 2012 wechselte Smolders zum Ligakonkurrenten Cercle Brügge. Nach drei Jahren im Verein beendete er 2015 seine Profikarriere und spielte anschließend noch bis 2018 im Amateurbereich bei SKV Zwevezele.

## Trainerkarriere
Noch als Spieler bei Cercle Brügge rückte Smolders im Oktober 2014 als spielender Co-Trainer ins Trainerteam des neuen Cheftrainers Arnar Viðarsson auf. Nach dem Trainerwechsel zu Dennis van Wijk im März 2015 beendete er seine Tätigkeit als Co-Trainer und war wieder ausschließlich als Spieler für den Verein aktiv.
Nach dem Ende seiner Spielerkarriere wurde er im Sommer 2018 Co-Trainer der belgischen U19-Nationalmannschaft unter Jacky Mathijssen. Ab Sommer 2019 war Smolders bei seinem ehemaligen Verein FC Brügge als Co-Trainer der zweiten Mannschaft unter Rik De Mil sowie als Talenttrainer für die Junioren ab der U18 tätig. 2021 ernannte ihn der Verein als neuen Leiter der Nachwuchsabteilung.
Zur Saison 2022/23 verließ Smolders den FC Brügge und schloss sich stattdessen dem Vizemeister Royale Union Saint-Gilloise an, wo er Co-Trainer der Profimannschaft unter dem neuen Cheftrainer Karel Geraerts wurde. Mit Geraerts hatte er bereits als Spieler beim FC Brügge zusammengespielt. Nachdem sich der Verein am Saisonende von Geraerts trennte, behielt auch dessen Nachfolger Alexander Blessin Smolders als Assistenten. Im Oktober 2023 verließ Smolders den Verein jedoch und folgte Geraerts als Co-Trainer zum deutschen Zweitligisten FC Schalke 04. Ende September 2024 wurden Geraerts und Smolders freigestellt.

## Erfolge
Als Spieler:
- Belgischer Meister: 2003 (mit FC Brügge)
- Belgischer Pokalsieger (3×): 2002, 2004 (mit FC Brügge), 2010 (mit KAA Gent)
- Belgischer Supercupsieger: 2003 (mit FC Brügge)